# Diyarbakır (település)
Diyarbakır (oszmán-törökül: دیاربکر, Diyâr-ı Bekr, kurdul:ئامه‌د, Amed) Törökország Délkelet-anatóliai régiójában, a Tigris folyó partján található város, Diyarbakır tartomány székhelye, nagyvárosi önkormányzattal (Büyükşehir Belediyesi) rendelkezik. A település a Délkelet-anatóliai régió második legnagyobb városa Gaziantep után, és Törökország tíz legnépesebb települése között is szerepel, csaknem 600 000 fős lakossága túlnyomó részben kurd származású.

## Elnevezése
A klasszikus antikvitásban Amida néven ismerték. I. Constantinus császár újjáépíttette a 4. század elején, ekkortól fogva a Constantia nevet viselte. A 7. századi arab muszlim hódítást követően az eredeti nevet használták Ámid formában. Az Oszmán Birodalomban a Kárá Ámid (Fekete-Ámid) nevet viselte, de a körülötte elterülő vidék, az iszlám előtt itt megtelepedő Bakr törzs szállásterületéről elnevezett Dijár Bakr nevét is használták rá. A mai törökben ez a név él tovább Diyarbakır formában.

## Történelme

### Ős- és ókor
A Çayönü-dombnál végzett régészeti ásatások tanúsága szerint a terület történelme Kr. e. 9000-ig is visszanyúlik. Kr. e. 2000 körül hurri föld volt (Subartu), később pedig a Hettita Birodalom része lett. Ezt követően asszír, majd egy rövid időre urartu uralom alá került. Kr. e. a hetedik század körül már szkíták lakták, Kr. e. 625-ben médek, Kr. e. 550-ben perzsák hódították meg. Nagy Sándor perzsák fölött aratott győzelmével a város és a környező terület is hellén befolyás alá került. Kr. u. a 3. században a szászánidák és a rómaiak között többször is gazdát cserélt, végül a Római Birodalomhoz csatolták.

### Középkor
Később a bizánciaktól az arabok hódították el, 1085-ben pedig a szeldzsuk kézbe került. A muszlim időszakban a bizánci határvidék egyik legnagyobb és legerősebb települése volt. A központi területekkel Moszulon keresztül kötötte össze főútvonal, és belőle ágaztak ki a bizánci és örmény határvidék fontosabb váraihoz vezető hadiutak. Kettős falrendszer vette körül. Mind a külső, mind a belső falakon erős bástyák voltak, és 4-4 vaskapu tagolta őket. A város sajátossága volt, hogy mind a védművek, mind a nagymecset habarcs nélkül, hatalmas fekete kövekből épült. (Ezért is nevezték Fekete-Ámidnak a török időkben.) A város azonban nem csak katonai értelemben volt jelentős: a területén eredő patak vizével virágzó kerteket öntöztek, a korabeli földrajztudósok pedig gazdag piacairól is megemlékeznek. A 14. században az Ilhánidák adófizetője lett. 1399-ben Timur Lenk seregei vették be. 1515. szeptember 15-én lett az Oszmán Birodalom része.
A Selyemúton fekvő város mindig is híres volt kultúrájáról, művészeti értékeiről és kereskedelmi jelentőségéről.

## Látnivalók
A város legfontosabb látnivalói a vár, az Ulu-mecset, a Malabadi-híd, a karavánszerájok, illetve a jellegzetes diyarbakıri házak.

## Itt született
- Süleyman Nazif (1870–1927), költő
- Zabelle Boyajian (1873–1957), örmény festő, író és fordító
- Hesen Hişyar (1897–1985), kurd nacionalista, író, költő és történész
- Cahit Sıtkı Tarancı (1910–1956), költő
- Ahmed Arif (1927–1991), költő
- Erol Yılmaz Akçal (1931–2016), politikus
- Sezai Karakoç (1933–2021), költő
- Kevork Malikyan (1943 –), színész
- Abdülkadir Aksu (1944 –), politikus
- Recep Meriç (1944 –), klasszikus régész
- Kudsi Ergüner (1952 –), zenész
- Coşkun Sabah (1952 –), zenész
- Oktay Vural (1956 –), politikus
- Hülya Özkan (1957 –), újságíró
- Pınar Ayhan (1972 –), énekesnő
- Ayla Akat Ata (1976 –), kurd politikus és újságíró
- Yildiz Cakar (1978 –), újságíró
- Evin Incir (* 1984), svéd politikus
- Osman Karakoç (1984 –), színész
- Ceren Moray (1985 –), színésznő
- Meltem Miraloğlu (1987 –), színésznő
- Zehra Doğan (1989 –), újságíró
- Songül Öden (1979 –) színésznő
- Ayşe Dinç (1999 –), kézilabdázó